# Rosa Zarra Marín
Rosa Zarra Marín va ser víctima mortal de les pilotes de goma. El 22 de juny de 1995, durant una manifestació a Sant Sebastià, va rebre l'impacte a l'abdomen d'un projectil de goma disparat per l'Ertzaintza. Vuit dies després, Rosa va morir d'una infecció generalitzada a l'edat de 58 anys.
Rosa Zarra va acudir el 22 de juny de 1995 a una concentració de protesta contra l'actuació de l'Ertzaintza i la Policia en el dia anterior, durant l'enterrament de José Antonio Lasa i José Ignacio Zabala, militants d'ETA assassinats pel GAL .
L'Ertzaintza carregà contra els manifestants i dispara projectils de goma, un dels quals impacta al ventre de Rosa Zarra. És ingressada i donada d'alta en el mateix dia. Sis dies després és intervinguda d'urgència a causa d'una infecció generalitzada, morint als vuit dies d'haver rebut el tret. La versió oficial fou que havia mort per "causes naturals", mentre que el metge de Rosa, Ales Elosegui, afirmava als mitjans que Rosa no patia cap malaltia i es trobava en bon estat de salut fins que va rebre el tret de bala de goma.